# Большие Шиды
Большие Шиды (баш. Оло Шиҙе) — деревня в Нуримановском районе Башкортостана, в России. Входит в Баш-Шидинский сельсовет.

## Географическое положение
Расположена на берегах речки Большая Карамала вблизи левого берега реки Салдыбаш, в 3 км от центра сельсовета Баш-Шиды, в 6 км к юго-востоку от села Красная Горка и в 55 км к северо-востоку от Уфы.
К деревне ведёт подъездная дорога (через Малые Шиды и Баш-Шиды) от автодороги Уфа — Иглино — Павловка.

## Население
| 2002 | 2009 | 2010 |
| ---- | ---- | ---- |
| 451  | ↗490 | ↘456 |

Национальный состав
Согласно переписи 2002 года, преобладающая национальность — марийцы (95 %).